# Monterosso al Mare
Monterosso al Mare ( in ligure Monterósso, AFI: [ˌmunteˈrusu]) è un comune italiano di 1 318 abitanti della provincia di la Spezia in Liguria. 
Fa parte delle Cinque Terre ed è la più popolosa tra le cinque località.

## Geografia fisica
(Francesco Petrarca, Africa)

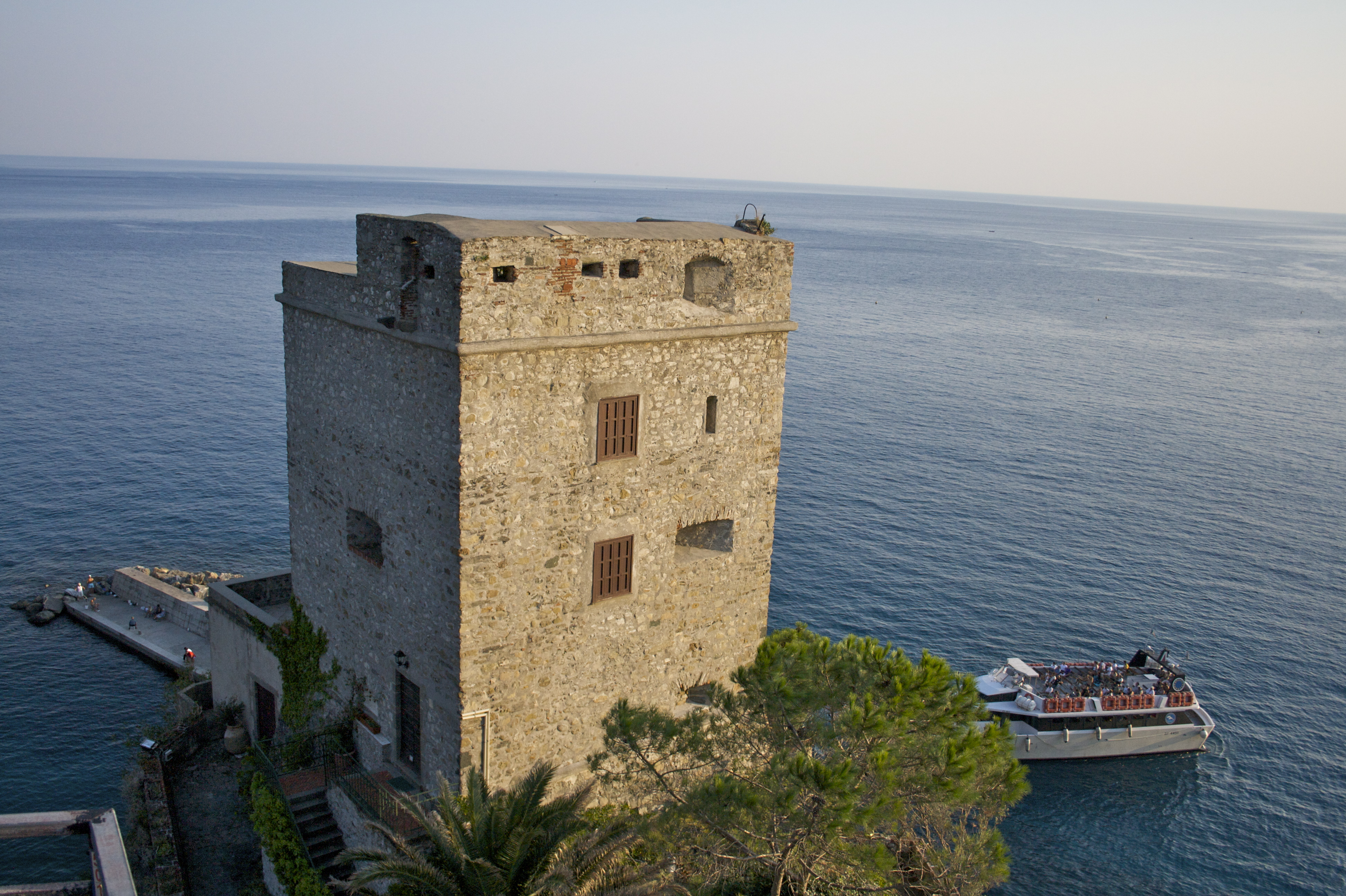
La torre Aurora

Monterosso al Mare è al centro di un piccolo golfo naturale, protetto da una modesta scogliera artificiale, a levante di Punta Mesco nella Riviera spezzina. Costituisce la parte più occidentale delle Cinque Terre.
A ovest del borgo originario, al di là del colle dei Cappuccini, si trova l'abitato di Fegina, naturale espansione relativamente moderna e caratterizzata da un impianto turistico-balneare rispetto al borgo antico che è raggiungibile tramite un tunnel di poche decine di metri. A Fegina è ubicata la locale stazione ferroviaria e si trovano spiagge relativamente più estese rispetto alle anguste scogliere che caratterizzano gli altri borghi delle Cinque Terre.
Il paese di Monterosso fa parte del Parco nazionale delle Cinque Terre ed il mare antistante la sua costa rientra nell'Area marina protetta Cinque Terre. Il comune è, inoltre, parte del sito UNESCO Portovenere, Cinque Terre e Isole (Palmaria, Tino e Tinetto).

## Storia

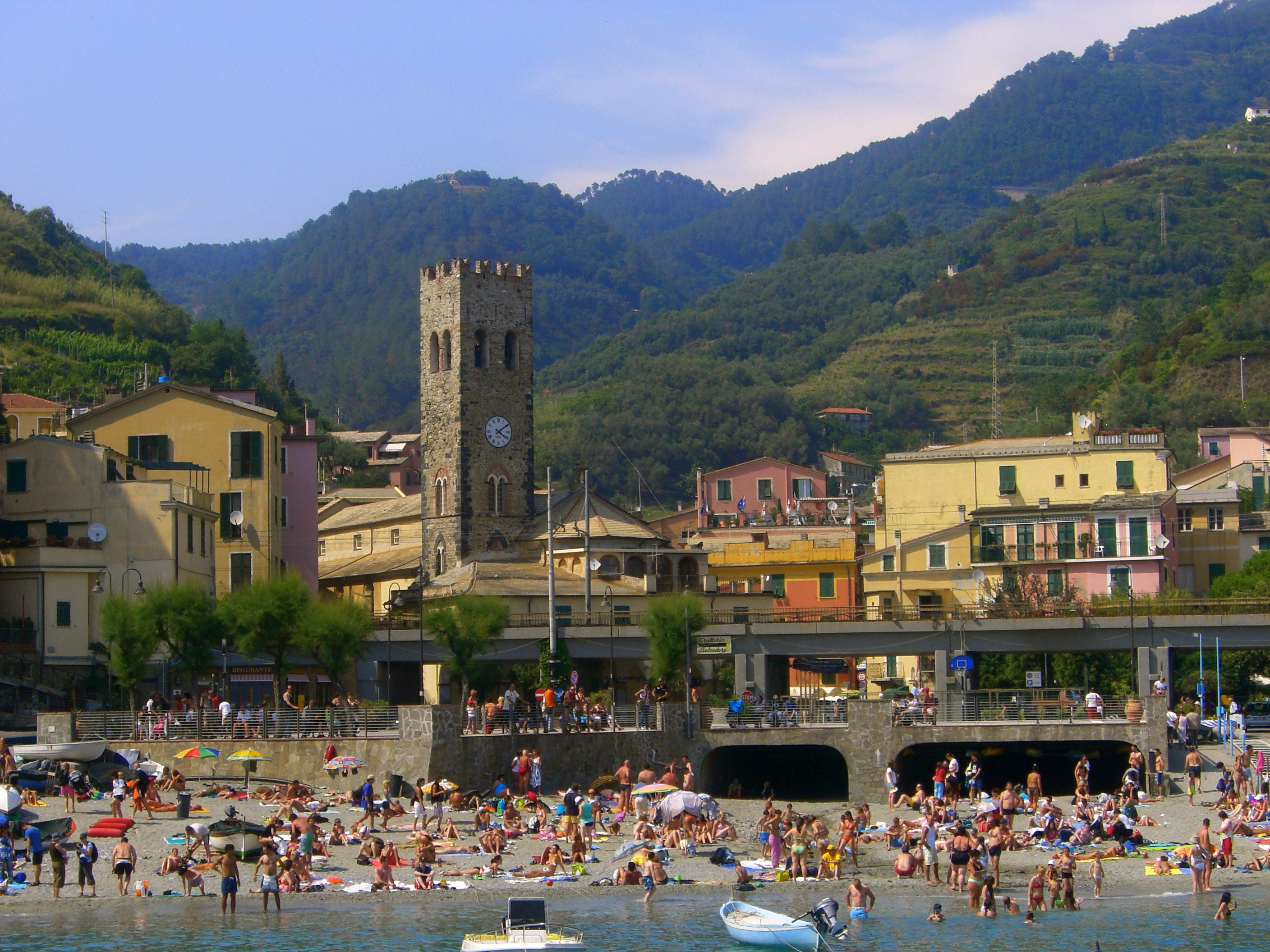
Veduta dal mare del borgo di Monterosso

Secondo alcune fonti storiche un primo insediamento umano - denominato Albareto - sorse nelle immediate alture dell'attuale territorio comunale di Monterosso. Il villaggio, nel quale sono state rinvenute alcune sepolture dei Liguri preromani, fu poi distrutto nel 643 dai Longobardi di re Rotari.
Al IX secolo è datato il borgo medievale di Monterosso, sorto alla foce del torrente Buranco che probabilmente fu il limite estremo dei possedimenti Obertenghi nella zona del Mesco.
Dopo la battaglia dell'anno 1016 il pericolo costituito dalle aggressioni saracene andò molto riducendosi: cominciò così a verificarsi una migrazione di popolazioni dai colli verso il mare e la fondazione dei primi villaggi lungo la costa.
Il paese viene citato per la prima volta in un documento datato al 1056 nel quale Guido degli Obertenghi, figlio di Adalberto II, effettuò alcune donazioni in loco Monte Russo. Nell'XI secolo, con la decadenza della Marca obertenga, il possesso del feudo passò ai conti Fieschi e - dal XII secolo - ai locali signori di Lagneto, antagonisti sia degli stessi conti fliscani che dei Malaspina.

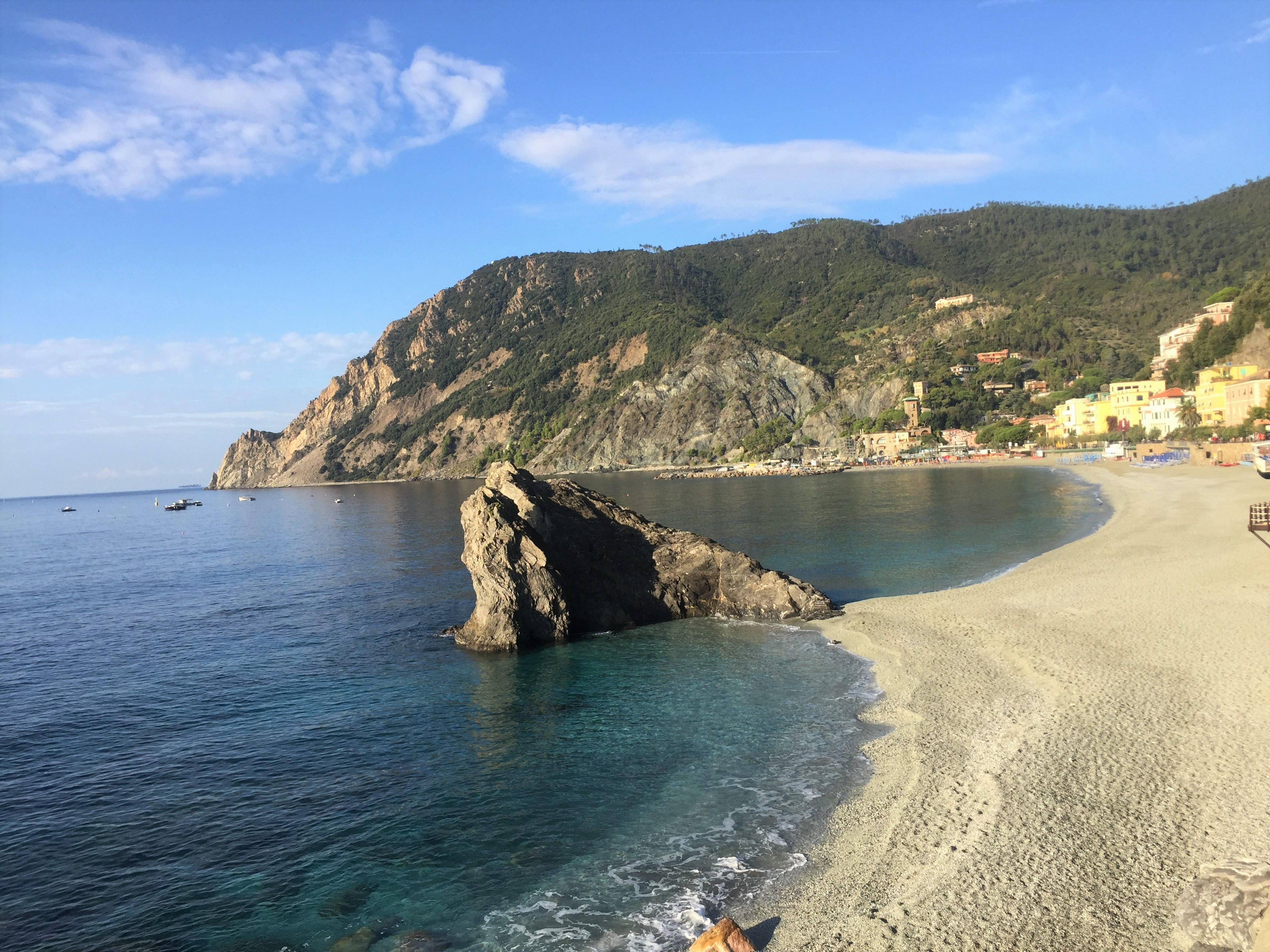
La spiaggia di Monterosso al Mare

Nel 1201 i signori di Lagneto stipulano una convenzione con la repubblica genovese. Nel 1214 la comunità di Monterosso erige le prime difese contro i predoni saraceni.
Il XIII secolo vide il territorio di Monterosso, così come l'intera zona delle Cinque Terre, diventare terra contesa tra la Repubblica di Genova e quella di Pisa per il suo controllo politico e per quello dei traffici commerciali di questo importante tratto del levante ligure. Entrato ben presto nell'orbita politica di Genova, il borgo levantino fu occupato dai Pisani nel 1241 e solamente nel 1254 tornò ai Genovesi.
Memoria del passato e delle continue lotte sono testimoni il castello, con la sua allungata cinta muraria che comprende tre torri cilindriche, la torre Aurora a picco sul mare e la torre medievale nel centro abitato davanti alla parrocchiale di San Giovanni Battista.
Consolidati i rapporti e le alleanze con Genova, Monterosso fu eletta al titolo di podesteria nell'ambito del Capitaneato di Levanto. Con il dominio genovese il territorio conobbe un notevole sviluppo agricolo - con l'intensificazione della coltivazione del grano nella prima campagna e la coltivazione della vigna lungo i caratteristici terrazzamenti (le cosiddette "fasce") in prossimità della costa - e dell'attività marinara; a tal proposito già nel XVII secolo è menzionata una tonnara nelle acque antistanti Punta Mesco.

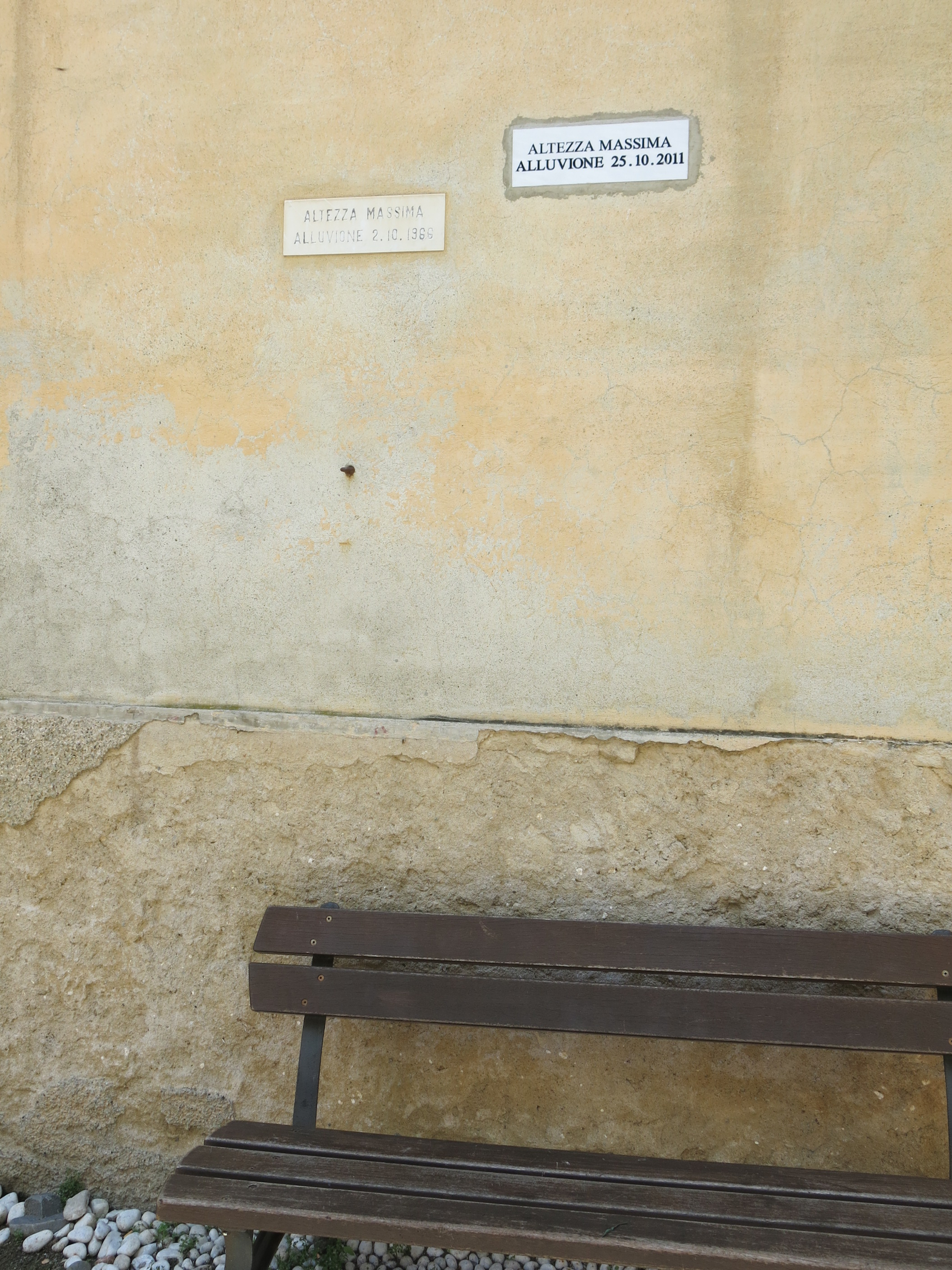
Il livello delle acque raggiunto nel corso delle alluvioni del 1966 e 2011 è ricordato sul lato sinistro della chiesa di San Giovanni Battista

La parte più antica del borgo è raccolta sotto il castello, nella vale del torrente Buranco. Più tardi il paese si è sviluppato sull'altra sponda del torrente e sul piano dell'insenatura, delimitata a levante dalla punta Corone e a ponente dalla scogliera della torre Aurora.
Come gran parte delle coste italiane Monterosso fu esposto alle razzie dei corsari barbareschi. Una flotta di dieci vascelli al comando dell'ammiraglio e corsaro ottomano Dragut l'8 luglio 1545 aggredì Monterosso che riportò sia gravissimi danni materiali che il rapimento di donne e bambini, imprigionati per pretenderne un riscatto o per venderli come schiavi.
Con la dominazione francese, Napoleone Bonaparte incluse il borgo dal 2 dicembre 1797 nel Dipartimento del Vara, come capoluogo, all'interno della Repubblica Ligure. Dal 28 aprile 1798 con i nuovi ordinamenti francesi, il territorio di Monterosso rientrò nel I cantone, con capoluogo Levanto, della Giurisdizione di Mesco e dal 1803 centro principale del I cantone di Levanto nella Giurisdizione del Golfo di Venere. Annesso al Primo Impero francese dal 13 giugno 1805 al 1814 Monterosso venne inserito nel Dipartimento degli Appennini.
Nel 1815 fu inglobato nella provincia di Levante del Regno di Sardegna, così come stabilì il Congresso di Vienna del 1814, e successivamente nel Regno d'Italia dal 1861. Dal 1859 al 1927 il territorio fu compreso nel VI mandamento di Levanto del circondario di Levante della provincia di Genova prima e, con la sua istituzione nel 1923, della provincia della Spezia poi.
Nel 1863 assunse l'odierna denominazione di "Monterosso al Mare".
Dal 1973 al 31 dicembre 2008 ha fatto parte della Comunità montana della Riviera Spezzina, quest'ultima soppressa con la Legge Regionale nº 24 del 4 luglio 2008.
Il 25 ottobre 2011 una violenta perturbazione ha colpito il levante ligure (bassa e media val di Vara, val di Magra e Cinque Terre) e la Lunigiana (provincia di Massa-Carrara) con esondazioni, danni, vittime e dispersi in diverse località del territorio ligure e toscano. Tra i comuni più colpiti c'è anche Monterosso al Mare (già interessato nel 1966 da un analogo fenomeno alluvionale) dove le precipitazioni intense hanno provocato molteplici danni alle abitazioni e alle attività commerciali del centro storico (valutati dallo stesso sindaco intorno ai 37 milioni di euro) e ai collegamenti ferroviari con le stazioni di Levanto (nord) e Vernazza (sud). Danneggiamenti sono stati registrati anche nella locale parrocchiale di San Giovanni Battista dove oltre due metri di acqua e fango hanno invaso i locali della chiesa, della sagrestia e della canonica.
Dal 2015 al 2017 ha fatto parte dell'Unione dei comuni delle Terre Verticali, di cui ne era la sede dell'unione.

### Simboli
Gonfalone

## Monumenti e luoghi d'interesse

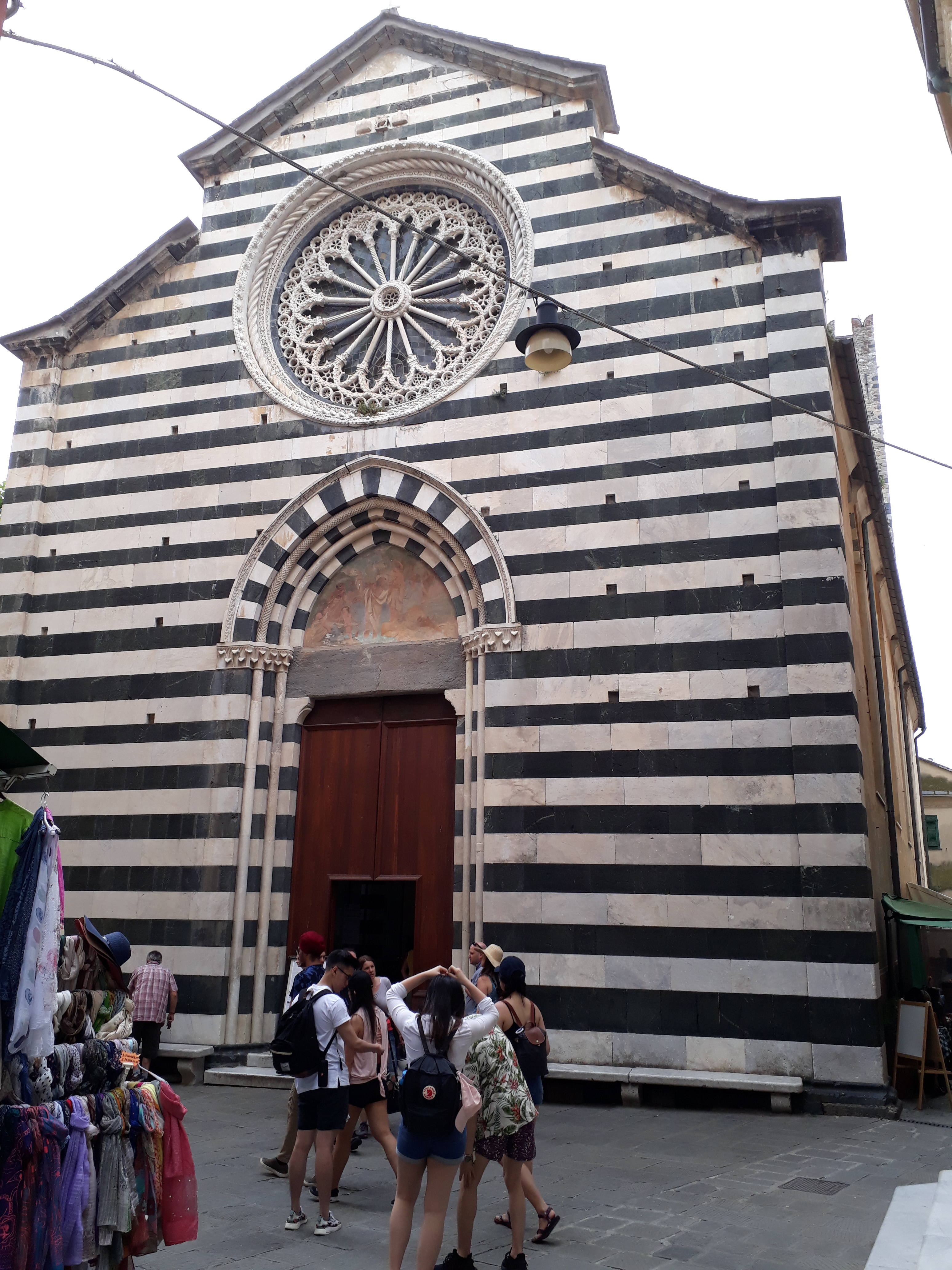
La Chiesa parrocchiale di San Giovanni Battista nel centro storico di Monterosso

### Architetture religiose
- Chiesa di San Giovanni Battista nel centro storico di Monterosso. I lavori per la costruzione della chiesa iniziarono nel 1282 e terminarono nel 1307. La pianta dell'edificio è basilicale a tre navate che si allargano verso l'altare; la torre campanaria è costituita da una torre medievale merlata a base quadrangolare. Nella lunetta gotica sopra il portale della chiesa un affresco rappresenta il Battesimo di Cristo; il portale, lievemente strombato, è affiancato da due coppie di sottili colonnine in marmo. La facciata a salienti, rivestita dal tipico paramento genovese a strisce bianche e nere, è decorata da un rosone finemente decorato.
- Oratorio di Santa Maria di Porto Salvo nel centro storico di Monterosso. Già oratorio della Morte e Orazione, è un edificio barocco con facciata rimaneggiata nel 1922.
- Oratorio di Santa Croce, nel centro storico di Monterosso, del XVI secolo.
- Complesso conventuale dei Cappuccini e chiesa di San Francesco lungo il pendio del colle di San Cristoforo, tra i centri di Fegina e Monterosso. Il sito fu costruito tra il 1619 e il 1622. Tra le sue opere pittoriche è una Crocifissione attribuita al celebre pittore fiammingo Antoon van Dyck[14].
- Chiesa di Santa Maria Nascente nella località di Fegina, edificata nel XVII secolo quale cappella e poi oratorio privato del cardinale Giuseppe Saporiti. Sconsacrata dopo gli avvenimenti napoleonici di fine Settecento, divenne dapprima una dependance dell'adiacente villa Cavallo e poi ricovero per barche e gozzi. Fu acquistata nel 1959 da Gino De Andreis (cugino di Eugenio Montale e della moglie Bebe) e, dopo una sua ristrutturazione, donata da quest'ultimo alla locale parrocchia di San Giovanni Battista, Esternamente presenta due statue in ceramica, opere di Emanuele Luzzati, raffiguranti sant'Andrea e san Domenico (patroni, rispettivamente, delle famiglie De Andreis e Montale). All'interno è conservata la statua di Santa Maria Nascente.
- Eremo di Sant'Antonio del Mesco lungo il sentiero boschivo per punta Mesco a 311 metri sul livello del mare. L'edificio, citato nel 1380 per la prima volta, è stato edificato tra l'XI e il XV secolo e successivamente abbandonato nel 1610[15]. L'ex sito religioso si trova, tuttavia, nel territorio comunale di Levanto.
- Eremo di Santa Maria Maddalena, in località Maddalena, nell'immediato entroterra di Monterosso. La chiesa, di cui restano alcuni elementi architettonici, è menzionata in un documento del 1244 con la primaria intitolazione a san Lorenzo di Terricio; solo nel 1248 verrà dedicata alla Maddalena. Dell'antica struttura medievale rimangono visibili i due corpi distinti della fabbrica, probabilmente la chiesa e il monastero, e un torrione[16].
- Santuario di Nostra Signora di Soviore nell'omonima località sopra Monterosso, posto alla quota di 418 metri sul livello del mare, le cui origini risalgono al periodo romanico.

### Architetture civili

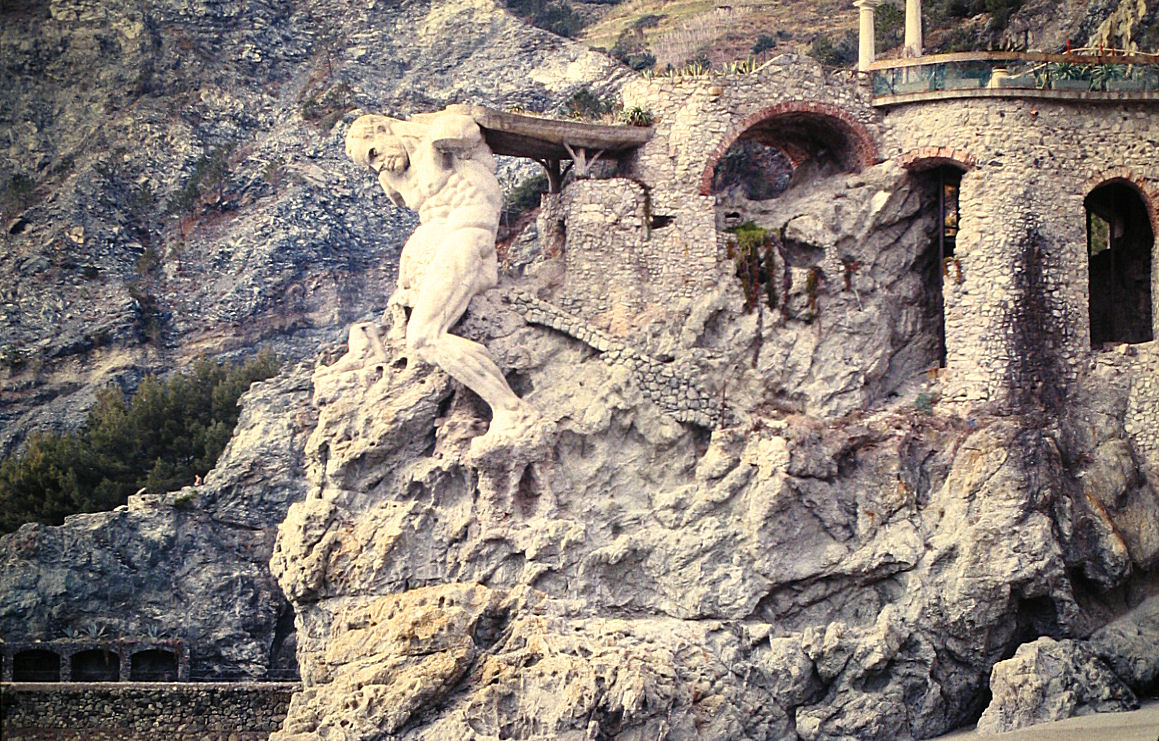
La statua del Gigante

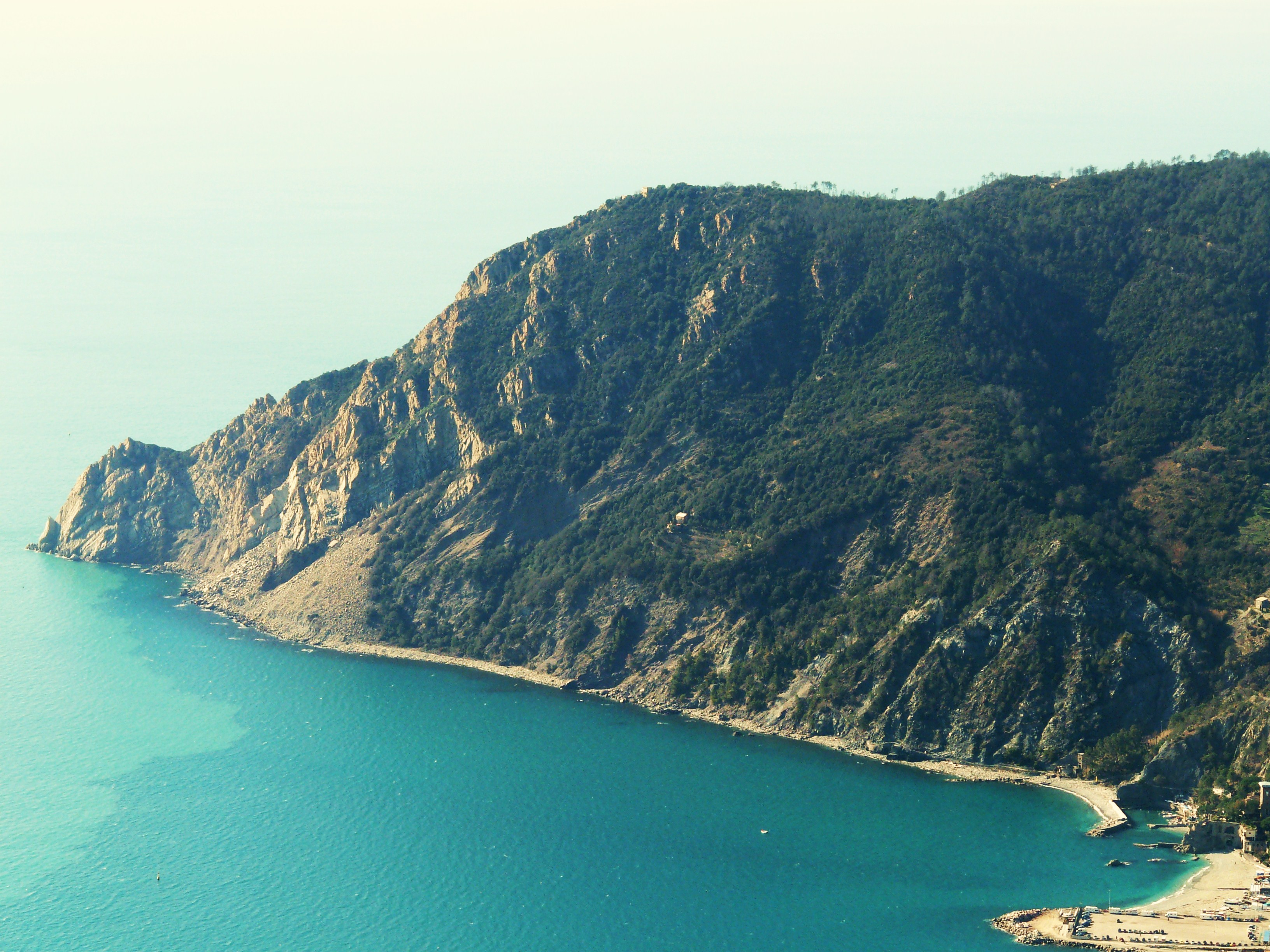
Veduta di punta Mesco

- Statua di Nettuno o del Gigante. La statua, imponente struttura in cemento armato, è appoggiata ad uno sperone di roccia e sovrasta l'omonima spiaggia. Realizzata nel 1910 dall'architetto Francesco Levacher e dallo scultore Arrigo Minerbi, alta 14 metri e pesante 170 tonnellate, raffigura Nettuno. La statua, che adornava villa Pastine insieme a una grande terrazza a forma di conchiglia, fu danneggiata dai bombardamenti della seconda guerra mondiale.
- Villa Montale, residenza in cui Eugenio Montale, premio Nobel per la letteratura, ha trascorso parte della vita e delle sue vacanze estive.

### Architetture militari
- Antico castro obertengo e fortificazione genovese. La costruzione del castello è un'opera genovese di tarda realizzazione, forse realizzato sul sito dell'antico castrum edificato durante la dominazione degli Obertenghi, le cui mura del lato più lungo sono in rovina. Si notano delle aggiunte probabilmente non posteriori al XVIII secolo; la sua area è attualmente in gran parte occupata dal cimitero comunale.
- Torre Aurora. La postazione di vedetta e difensiva fu edificata nel XVI secolo dalla Repubblica di Genova per contrastare le pericolose incursioni dei predoni turchi. La torre sorge sull'estremità del promontorio del Colle di San Cristoforo, al centro tra il borgo nuovo (Fegina) e il borgo vecchio (Monterosso).

### Aree naturali
Punta Mesco. È il monte che chiude il golfo davanti a Monterosso, a destra guardando verso il mare. Immerso nel parco nazionale delle Cinque Terre, il promontorio presenta delle scogliere. La sommità di punta Mesco in antico era uno della catena di punti costieri di avvistamento contro le incursioni dei turchi. Con una passeggiata di poco più di un'ora in direzione di Levanto si raggiunge il cosiddetto "Semaforo", un vecchio faro segnaletico oggi abbandonato. Proseguendo più oltre per circa cento metri si possono visitare i ruderi del gotico eremo di Sant'Antonio del Mesco.

## Società

### Evoluzione demografica
Abitanti censiti

### Etnie e minoranze straniere
Secondo i dati Istat al 31 dicembre 2019, i cittadini stranieri residenti a Monterosso al Mare sono 105, così suddivisi per nazionalità, elencando per le presenze più significative:
1. Filippine, 41

## Geografia antropica

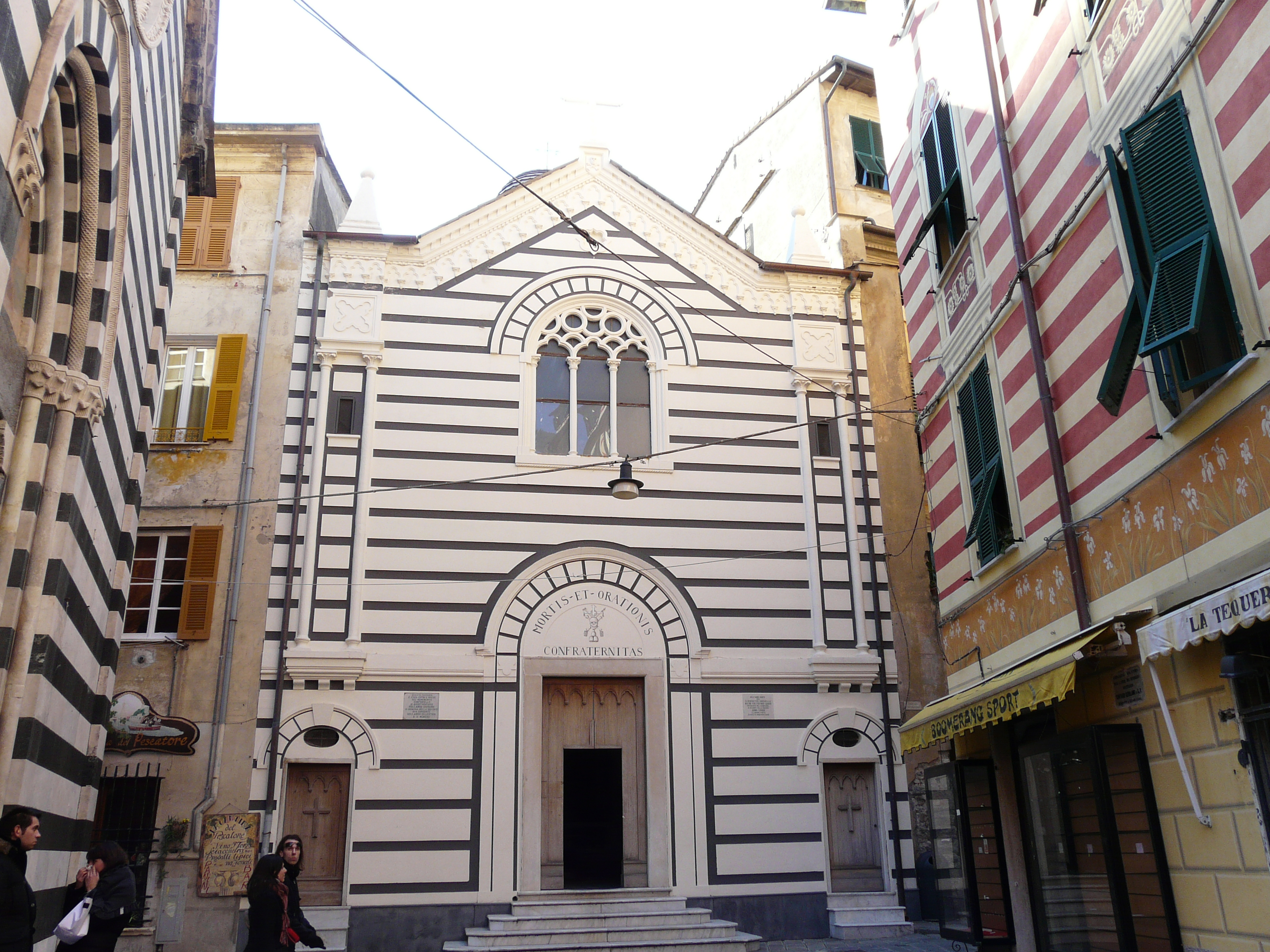
L'oratorio dei Neri

Monterosso al Mare confina a nord con i comuni di Levanto e Pignone, a sud è bagnato dal mar Ligure, ad ovest con Levanto e ad est con Pignone e Vernazza. Il territorio comunale è esteso per una superficie di 10,94 km².

## Economia
L'economia locale è principalmente basata sul turismo e sulle attività indotte. Nei caratteristici terrazzamenti viene coltivata la vite con la produzione di vini come lo sciachetrà.
È presente un'attività peschereccia, legata al "passo delle acciughe" pescate con la lampara, tradizionalmente il giorno di san Pietro (29 giugno), che dà luogo ad un'attività di salagione, con produzione di acciughe sotto sale che ha ottenuto il riconoscimento di "presidio di Slow Food".

## Infrastrutture e trasporti

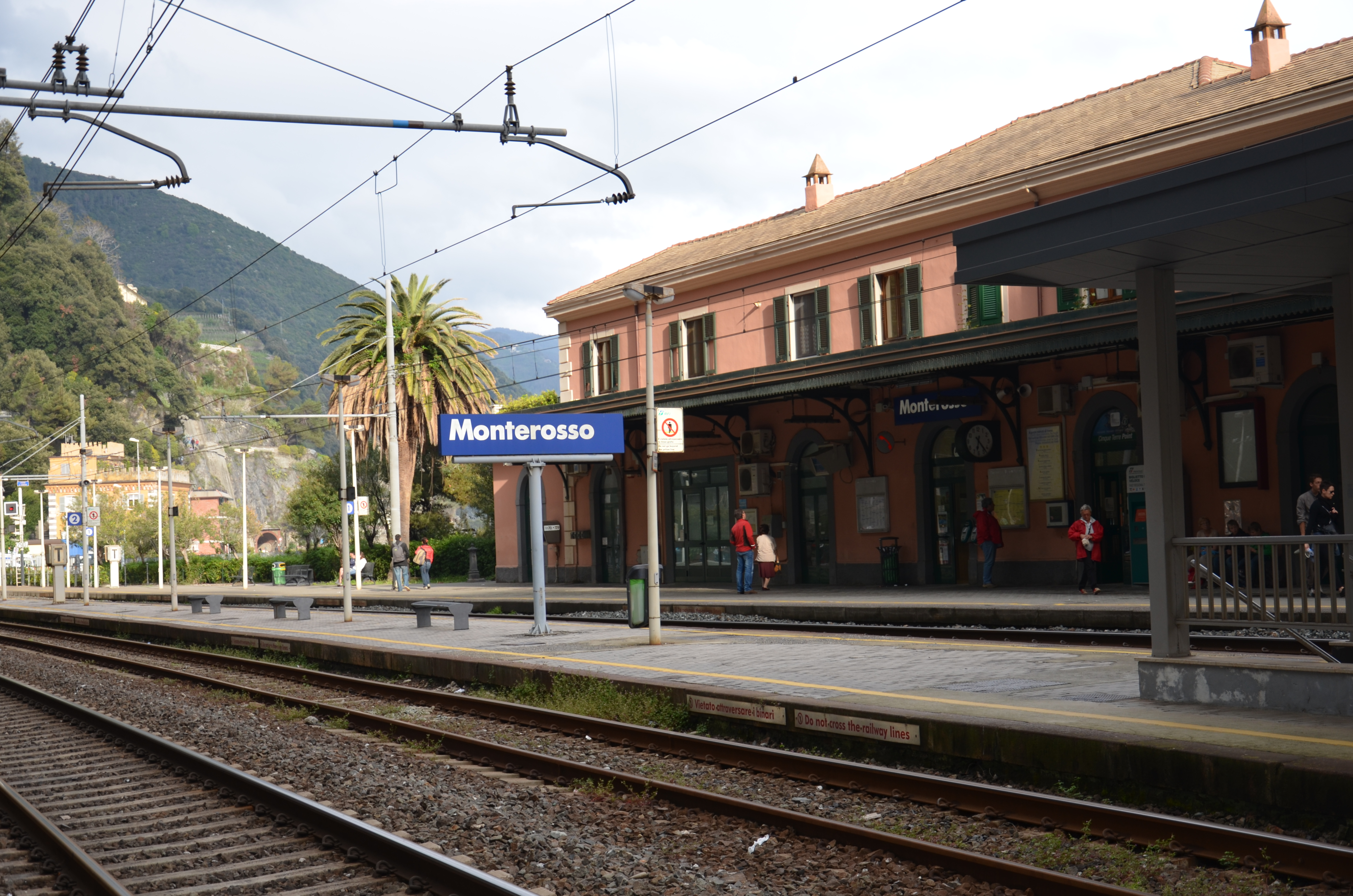
La stazione di Monterosso

### Strade
Una deviazione dalla strada provinciale 38 permette di raggiungere il centro di Monterosso al Mare dai territori confinanti di Levanto, ad ovest, e Vernazza ad est (dove prosegue poi come SP 51).

### Ferrovie
Monterosso al Mare è dotata di una propria stazione ferroviaria, sita nella località Fegina, sulla linea tirrenica Genova-Pisa.

### Mobilità urbana
Dal comune di Levanto un servizio di trasporto pubblico locale gestito dall'ATC garantisce quotidiani collegamenti bus con Monterosso al Mare e per le altre località del territorio comunale.

## Amministrazione

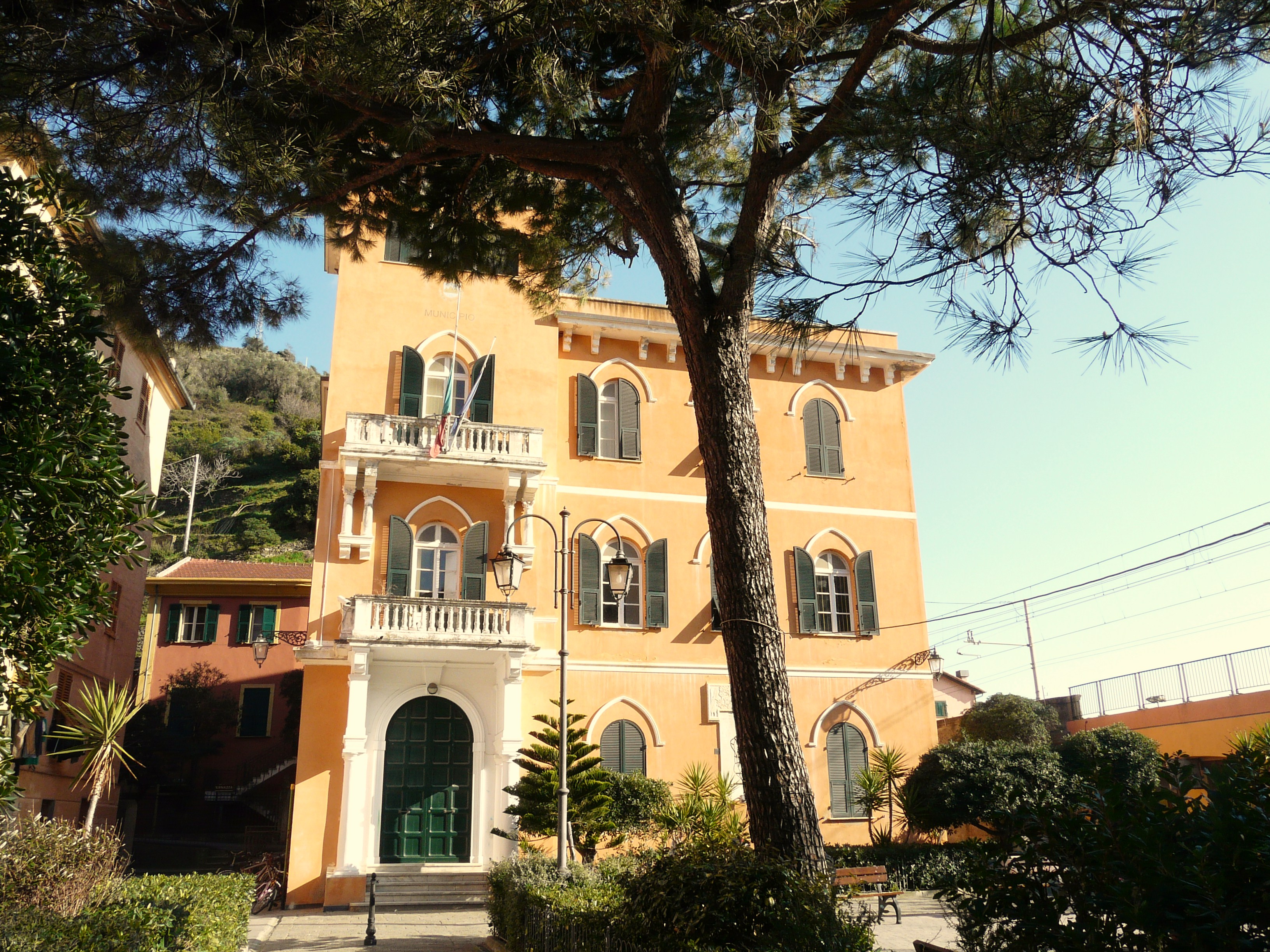
Il municipio

| Periodo        | Periodo        | Primo cittadino        | Partito                                                  | Carica  | Note |
| -------------- | -------------- | ---------------------- | -------------------------------------------------------- | ------- | ---- |
| 25 maggio 1985 | 19 maggio 1990 | Claudio Cavallo        | Partito Socialista Italiano                              | Sindaco |      |
| 19 maggio 1990 | 24 aprile 1995 | Franco Cavallo         | Partito Democratico della Sinistra                       | Sindaco |      |
| 24 aprile 1995 | 14 giugno 1999 | Mario Antonio Consonni | lista civica di centro                                   | Sindaco |      |
| 14 giugno 1999 | 14 giugno 2004 | Mario Antonio Consonni | lista civica di centro                                   | Sindaco |      |
| 14 giugno 2004 | 8 giugno 2009  | Angelo Maria Betta     | Per Monterosso (lista civica di centro-destra)           | Sindaco |      |
| 8 giugno 2009  | 26 maggio 2014 | Angelo Maria Betta     | Per Monterosso (lista civica di centro-destra)           | Sindaco |      |
| 26 maggio 2014 | 27 maggio 2019 | Emanuele Moggia        | Monterosso bene comune (lista civica di centro-sinistra) | Sindaco |      |
| 27 maggio 2019 | 10 giugno 2024 | Emanuele Moggia        | Monterosso bene comune (lista civica di centro-sinistra) | Sindaco |      |
| 10 giugno 2024 | in carica      | Francesco Sassarini    | Insieme per Monterosso (lista civica)                    | Sindaco |      |

### Gemellaggi

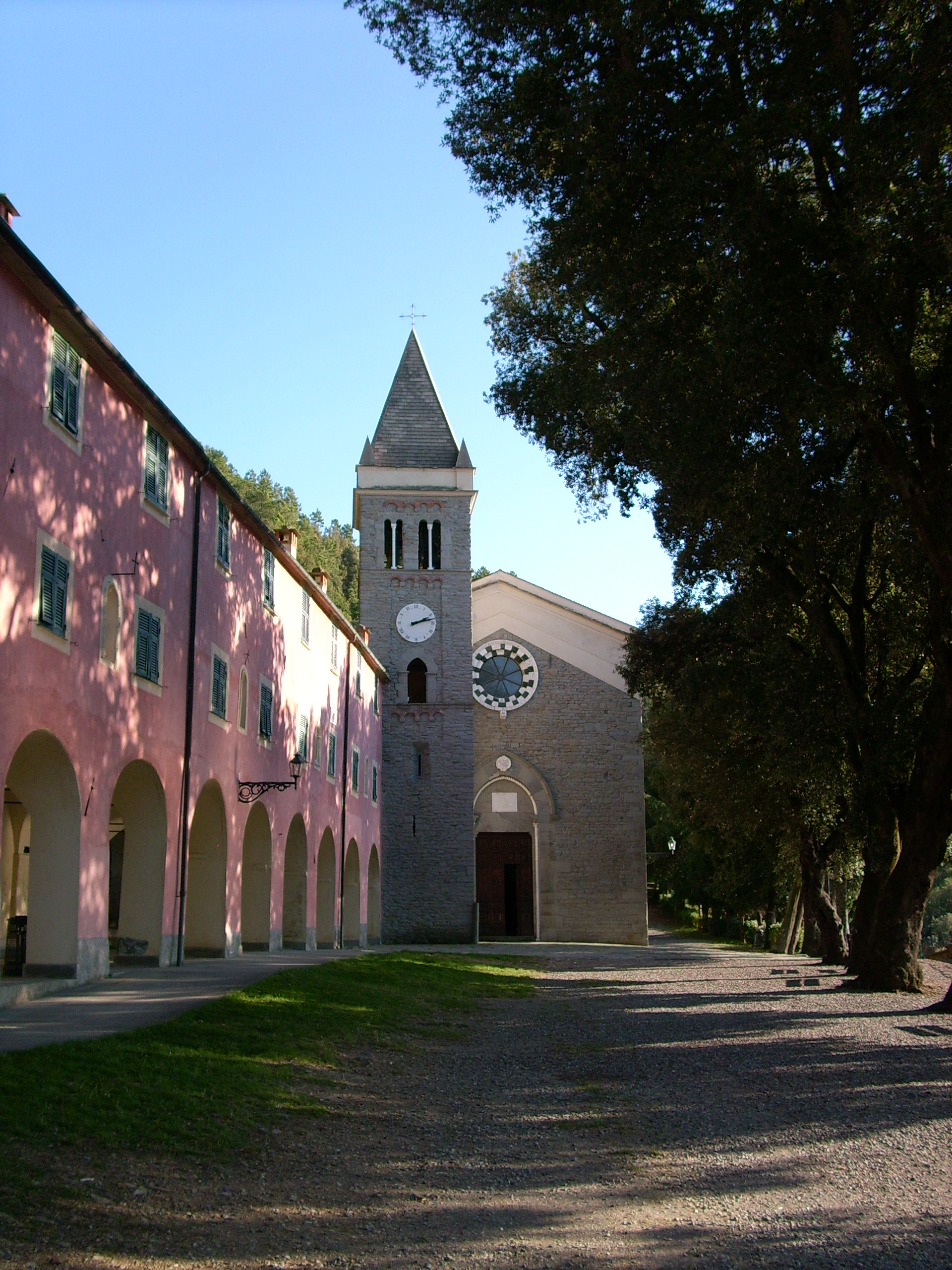
Il santuario di Nostra Signora di Soviore

Monterosso al Mare è gemellata con:
- Saint-Genès-Champanelle, dal 2003

## Sport
- A.S.D. Polisportiva Monterosso, militante nel campionato di Seconda Categoria.